# Pablo Calanchini
Pablo Calanchini (n. 9 de enero de 1974, Santa Fe) es un jugador de rugby profesional, que empezó su carrera en el Cha Roga Club.

## Biografía
Pablo Calanchini comenzó a jugar en el Cha Roga Club de  Santa Fe. Llega a Italia bajo contrato con el Mogliano Rugby. En 2002 lleva a  Petrarca y 2004 es contratado por el  Benetton Treviso con la que alzó la Liga de Campeones de Italia 2005-06. En el rugby 7 juega en el  Rovigo de Italia en 2006, en el club se retiró en ese mismo club.